# Єрофєєв Дмитро Євгенович
Дмитро Євгенович Єрофєєв (рос. Дмитрий Евгеньевич Ерофеев; 28 січня 1971, м. Москва, СРСР) — радянський/російський хокеїст, захисник. Помічник головного тренера «Спартак» (Москва).
Вихованець хокейної школи «Крила Рад» (Москва). Виступав за: Прогрес (Глазов), «Іжсталь» (Іжевськ), «Крила Рад» (Москва), «Сов'єт Вінгс» (ІХЛ), ХК «Вітковиці», «Фер'єстад» (Карлстад), «Тржинець», «Ак Барс» (Казань), ЦСКА (Москва), «Металург» (Новокузнецьк), «Витязь» (Чехов).
У чемпіонатах СРСР провів 30 матчів (0+2), першостях Росії — 430 матчів (60+75), чемпіонатах Чехії — 208 матчів (41+63), у першостях Швеції — 49 матчів (6+8), у плей-оф — 4 матчі (1+0).
У складі національної збірної Росії учасник чемпіонатів світу 1996, 1997, 1998, 1999 і 2003 (24 матчі, 3+4).
Досягнення
- Бронзовий призер чемпіонату Росії (2004)
- Срібний призер чемпіонату Чехії (1997), бронзовий призер (1998).

Тренерська кар'єра
- Головний тренер МХК «Крила» (2008—09, МХЛ).
- Помічник головного тренера «Сибір» (Новосибірськ) (2009—10, КХЛ).
- Помічник головного тренера «Спартак» (Москва) (з 2011, КХЛ).